# Michel Labrousse
Pour les articles homonymes, voir Labrousse.
Michel Labrousse, né le 25 décembre 1912 à Brive et mort le 12 janvier 1988 à Toulouse, est un historien français.

## Biographie
Il fait ses études à l'École normale supérieure de 1931 à 1935, et en sort agrégé d'histoire et géographie (1935). Il est membre de l'École française de Rome de 1936 à 1938, puis professeur de lycée à Bordeaux, jusqu'à l'éclatement de la guerre. Mobilisé en 1939 comme officier de renseignement, il est fait prisonnier le 22 juin 1940 et est interné en Allemagne. Il est professeur au sein de l'université de captivité du camp, avant d'être délivré et de rentrer en France en 1945.
Il devient alors professeur à la Faculté des Lettres de Toulouse, en histoire antique et romaine. Il soutient deux thèses à la Sorbonne en 1969 et devient dès lors docteur-ès-lettres.
Au-delà de son activité d'enseignant, il s'intéresse aussi à l'archéologie. Il est directeur des Antiquités historiques de Midi-Pyrénées de 1946 à 1981 et membre du Conseil supérieur de la recherche archéologique. Il est président de la Société archéologique du Midi de la France de 1958 à 1988. Il mène des fouilles à Gergovie, Toulouse et Vieille-Toulouse et surtout dans sa région natale d'Aquitaine.
Il est l'auteur de plus de cent-cinquante articles publiés dans diverses revues spécialisées, parmi lesquelles Gallia.

## Principal ouvrage
- Toulouse antique des origines à l'établissement des Wisigoths, Paris, E. de Boccard, 1968, Bibliothèque des Écoles françaises d'Athènes et de Rome, no 112, 644 p., 54 fig., un plan et 9 planches hors texte[4].